# Rahman Dashdamirov
Rahman Dashdamirov (Bakú, 20 de octubre de 1999) es un futbolista azerí que juega en la demarcación de defensa para el Sabah FK de la Liga Premier de Azerbaiyán.

## Selección nacional
Tras jugar en las categorías inferiores de la selección, finalmente hizo su debut con la selección de Azerbaiyán el 22 de marzo de 2025 en un encuentro amistoso contra Haití que finalizó con un resultado de 0-3 a favor del combinado haitiano tras un gol de Danley Jean Jacques y un doblete de Frantzdy Pierrot.

## Clubes
| Club        | País       | Año       | Partidos | Goles |
| ----------- | ---------- | --------- | -------- | ----- |
| MOIK Baku   | Azerbaiyán | 2019-2021 | 0        | 0     |
| Shamakhi FK | Azerbaiyán | 2021-2023 | 44       | 1     |
| Sabah FK    | Azerbaiyán | 2023-     | 41       | 0     |

## Palmarés

### Títulos nacionales
| Título             | Club        | País       | Año  |
| ------------------ | ----------- | ---------- | ---- |
| Copa de Azerbaiyán | Sabah F. K. | Azerbaiyán | 2025 |